# Magyar művészettörténet (könyvsorozat)
A Magyar művészettörténet 20. századi magyar művészettörténeti könyvsorozat, amely a Magyar Televízió által sugárzott előadások anyagán alapult. A MRT-Minerva gondozásában Budapesten az 1970-es évek elején megjelent sorozat a következő köteteket tartalmazza:
- Dienes István: A honfoglalás kora, Budapest, 1970
- Dercsényi Dezső: Románkor, Budapest, 1970
- Entz Géza: Gótika, Budapest, 1970
- Radocsay Dénes: Reneszánsz, Budapest, 1970
- Garas Klára: Barokk, Budapest, 1970
- Zádor Anna: Klasszicizmus, Budapest, 1971
- Végvári Lajos: Romantika-realizmus, Budapest, 1971
- Passuth Krisztina: A századforduló, Budapest, 1971
- Németh Lajos: Két világháború között, Budapest, 1971
- Csorba Géza: A jelenkor, Budapest, 1971